# Алли, Юсуф
Юсуф Алли (англ. Yusuf Alli; род. 28 июля 1960, Эдо) — нигерийский легкоатлет, специалист по прыжкам в длину. Выступал за сборную Нигерии по лёгкой атлетике в период 1980—1991 годов, двукратный чемпион Африки, чемпион Игр Содружества, дважды серебряный призёр Всеафриканских игр, участник трёх летних Олимпийских игр.

## Биография
Юсуф Алли родился 28 июля 1960 года в штате Бендел (ныне штат Эдо), Нигерия. 
Занимался лёгкой атлетикой во время учёбы в Миссурийском университете в США, состоял в местной легкоатлетической команде «Миссури Тайгерс», неоднократно принимал участие в различных студенческих соревнованиях, в частности установил рекорды данного учебного заведения в прыжках в длину, как в помещении, так и на открытом стадионе.
Дебютировал на взрослом международном уровне в сезоне 1980 года, когда вошёл в основной состав нигерийской национальной сборной и благодаря череде удачных выступлений удостоился права защищать честь страны на летних Олимпийских играх в Москве — в прыжках в длину занял итоговое 24 место.
В 1983 году одержал победу на летней Универсиаде в Эдмонтоне, выступил на чемпионате мира в Хельсинки, где стал восьмым.
В 1984 году побывал на чемпионате Африки в Рабате, откуда привёз награду серебряного достоинства, выигранную в прыжках в длину. Участвовал в Олимпийских играх в Лос-Анджелесе, показав здесь девятый результат. При этом был знаменосцем своей делегации на церемонии открытия.
На Всеафриканских играх 1987 года в Найроби стал серебряным призёром, тогда как на мировом первенстве в Риме попасть в число призёров не смог, был лишь одиннадцатым.
В 1988 году победил на африканском первенстве в Аннабе. Находясь в числе лидеров легкоатлетической команды Нигерии, благополучно прошёл отбор на Олимпийские игры в Сеуле — на сей раз расположился в итоговом протоколе на 14 строке. Вновь удостоился права нести знамя Нигерии на церемонии открытия.
После сеульской Олимпиады Алли остался в составе нигерийской национальной сборной и продолжил принимать участие в крупнейших международных соревнованиях. Так, в 1989 году он одержал победу на домашнем чемпионате Африки в Лагосе, установив при этом национальный рекорд Нигерии — 8,27 метра. Занял второе место на Кубке мира в Барселоне, уступив только американцу Ларри Майриксу.
В 1990 году завоевал золотую медаль на Играх Содружества в Окленде, здесь показал ещё более высокий результат 8,39 метра, тем не менее, данный результат официально не верифицирован.
На Всеафриканских играх 1991 года в Каире добавил в послужной список серебряную медаль, полученную в прыжках в длину.